# لي هيون جين (ممثل)
لي هيون جين (الهانغل: 이현진 من مواليد 5 مارس 1985) هو ممثل من كوريا الجنوبية. اشتهر بدور مثلي الجنس في الفيلم المستقل صبي يلتقي صبي والفيلم الكوري الياباني ثورة السمنة. وكذا مسلسلات الدراما الكورية متل أوتار القلوب سنة (2011)، ومشروع الزواج.
بتشجيع من الممثل كيم سيو رو، قدم لي أول ظهور مسرحي له في الرومانسية الجريئة.

## أعماله

### مسلسلات
| سنة       | عنوان                      | دور                               | القناة              |
| --------- | -------------------------- | --------------------------------- | ------------------- |
| 2007      | Kimchi Cheese Smile        | أوم هيون جين                      | ام بي سي            |
| 2008-2009 | شرف العائلة                | جونغ هيون كيو                     | إس بي إس            |
| 2009-2010 | جواهر متجانسة              | كونغ سان هو                       | ام بي سي            |
| 2010      | السعادة في الريح (مسلسل)   | جانغ مين غوك                      | كي بي إس 1          |
| 2011      | أوتار القلوب (مسلسل)       | هيون كي يونغ                      | مؤسسة منهوا للإذاعة |
| 2012      | مشروع الزواج (مسلسل)       | كوون جين وون                      | تشوسون تي في        |
| 2013      | إمبراطورية الذهب (مسلسل)   | تشوي سونغ جاي                     | إس بي إس            |
| 2013      | الورثة (مسلسل كوري)        | الأخ الأكبر لي بو نا (الحلقة 19)  | إس بي إس            |
| 2016      | آنسة أوه أخرى (مسلسل)      | هاي يونغ الموعد المدبر (الحلقة 1) | تي في إن            |
| 2016      | الحب ما قبل الأخير (مسلسل) | جانغ اون هو                       | إس بي إس            |
| 2017      | همسة (مسلسل)               | بارك هيون سو                      | إس بي إس            |
| 2018      | قلعة السماء                | المعلم جوو                        | جاي تي بي سي        |
| 2021      | رفيقة العشاء               | كانغ جيون وو                      | ام بي سي            |
| 2022      | القناع الذهبي              | كانغ دونغ ها                      | كي بي إس 2          |

### أفلام
| سنة  | عنوان                     | دور                    |
| ---- | ------------------------- | ---------------------- |
| 2008 | صبي يلتقي صبي (فيلم قصير) | سيوك يي                |
| 2011 | السيد أيدول               | كيم جي-هون             |
| 2011 | الرومانسية المخيفة        | كي-وو (صديق ما جو جوو) |
| 2012 | ثورة السمنة               | كانغ دو كيونغ          |

### سلسلة ويب
| السنة | عنوان العمل           | الشبكة | الدور   | المراجع |
| ----- | --------------------- | ------ | ------- | ------- |
| 2021  | اعمل لاحقا، اشرب الآن | TVING  | جي يونغ | [ 7 ]   |

### أعمال غنائية
| سنة  | عنوان الأغنية                                        | فنان    |
| ---- | ---------------------------------------------------- | ------- |
| 2008 | "To Follow My Heart" + "I Believe in"                | TGUS    |
| 2009 | "Yet" + "Feel Like Exploding" + "At the End of Love" | Zia     |
| 2010 | "Firefly"                                            | J-Hwan  |
| 2011 | "Hello" + "I Told You I Wanna Die"                   | هوه غاك |

### مسرحيات
| سنة       | عنوان              | دور         | العرض     |
| --------- | ------------------ | ----------- | --------- |
| 2012-2013 | الرومانسية الجريئة | إو بونغ بيل | 2013-2014 |

## روابط خارجية
- لي هيون جين على موقع IMDb (الإنجليزية)
- لي هيون جين على موقع قاعدة بيانات الفيلم (الإنجليزية)